# Barca de Ra

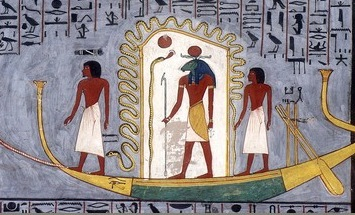
Ra amb cap de carner (comunament conegut com Afu-Ra) en la seua barca solar Mesektet viatjant per la Duat acompanyat per Sia a la proa i Heka a la popa, protegit per la deïtat serp Mehen

La barca de Ra, segons la mitologia egípcia, era una de les dues barques solars que feia servir el déu Ra per a viatjar de dia o de nit.
Ra es transporta en una barca pel cicle perpetu de l'eixida del sol cada matí per l'est i la posta cap a l'oest. Després desapareix en el regne dels morts, la Duat. Ra emprava la barca del matí, anomenada Mandyet, i la barca de la nit, Mesektet.
Una llegenda explica que, cada dia, Ra naixia i feia un viatge pel cel. Es creia que Ra viatjava amb la barca Manjet o Barca de milions d'anys. En aquest viatge diari l'acompanyava una tripulació de molts déus. La Manjet navegava per les dotze províncies, que representaven les dotze hores de llum. A la fi del dia, es creia que Ra moria i emprenia un viatge nocturn. En aquest viatge se'n deia Auf, que significa 'cadàver'. Ra navegava amb un vaixell anomenat Mesektet o barca nocturna en el seu viatge per les dotze hores de foscor.
- Barca Mandyet o barca de milions d'anys:

Ra encetava la jornada a la barca Mandyet, acompanyat d'altres déus, i recorria les dotze províncies que representaven les dotze hores del dia abans de començar el seu viatge subterrani.
- Barca Mesektet:

Ra iniciava el seu periple subterrani a la barca Mesektet, i travessava les dotze hores de la nit abans de renàixer al matí. En aquest viatge se'n deia Auf, que significa 'cadàver'. En el regne dels morts (la nit), s'havia d'enfrontar amb les forces del caos, entre les quals el representant més poderós era la serp Apofis. A la barca l'acompanyen altres divinitats que, com ara Set, l'ajuden a lluitar contra el caos.
Apareix, entre altres fonts, en el Llibre dels morts, en el capítol 101: "Fórmula per a protegir la barca de Ra", o en el capítol 136b: "Fórmula de navegació a la gran barca de Ra per a travessar el cercle de la flama".